# Ruotimojärvi
Ruotimo eller Suuri-Ruotimo eller Ruotimojärvi är en sjö i Finland. Den ligger i kommunen S:t Michel i landskapet Södra Savolax, i den södra delen av landet, 180 km nordost om huvudstaden Helsingfors. Ruotimo ligger 101,8 meter över havet. Arean är 2,11 kvadratkilometer och strandlinjen är 15,7 kilometer lång. Sjön  ingår i Kymmene älvs huvudavrinningsområde.   I omgivningarna runt Ruotimo växer i huvudsak blandskog.